# Pascal Portes
Pascal Portes (n, 28 de mayo de 1959) es un jugador francés de tenis. En su carrera llegó a 2 finales ATP de individuales y conquistó 2 torneos ATP de dobles. Su mejor posición en el ranking de individuales fue el Nº44 en 1981. En 1980 llegó a la cuarta ronda del US Open.